# Вельяминов, Степан Лукич
Степан Лукич Вельяминов (1670—1737) — русский военачальник, бригадир, тайный советник, сенатор, руководитель нескольких центральных органов отраслевого управления в Российской империи (коллегий).

## Биография
Дворянин. Имея чин бригадира, исполнял обязанности Белгородского воеводы в 1719—1722 годах.
В 1722 году назначен президентом Малороссийской коллегии, учреждённой Петром I в Глухове при Павле Полуботке, с целью преодоления самостоятельного административного и судебного устройства Малороссии, прекращения беспорядков возникших в судах и войске Левобережной Украины. Сенат осенью 1722 года дал ему тайное задание: по мере возможности постараться склонить жителей Левобережной Украины к замене системы судопроизводства на общероссийскую. Степан Лукич активно вмешивался в судебные и административные дела, подведомственные казацкому старшине. Вступил в конфликт с наказным гетманом П. Л. Полуботком, который был вызван в 1723 году в С-Петербург и арестован. Казацкий старшина подал жалобу в Сенат на якобы неумеренные налоги и подати, установленные С.Л. Вельяминовым. Первоначально Сенат, в отсутствие императора Петра I, освободил старшину и рядовых казаков от уплаты этих податей, однако Вельяминов сумел убедить вернувшегося из Персидского похода 1722-1725 годов императора в их необходимости. Его пребывание в Глухове привело к ряду нескончаемых пререканий и жалоб на его злоупотребления, закончившихся в 1726 вызовом его в Санкт-Петербург, упразднением Малороссийской коллегии и восстановлением гетманства. В 1727 году в финансовых делах коллегии обнаружилась недостача, однако вина Степана Лукича не была доказана. В 1730 году уволен от службы. В 1733 году вернулся на службу в должности сенатора.
В 1734—1736 годах возглавлял Коммерц-коллегию. В 1736 году отдан под Вышний суд вместе с другими чинами коллегии по делу князя Д. М. Голицына. Обвинён в неправильном производстве дел, однако вскоре оправдан.
На его средства в селе Панковичи Дубенского района Тульской губернии выстроена в 1735 году церковь в честь Николая Чудотворца.